# Konarzewo (Nowogard)
Konarzewo (deutsch Kniephof) ist ein Wohnort in der Gmina Nowogard (Stadt- und Landgemeinde Naugard) im Powiat Goleniowski (Gollnow) der polnischen Woiwodschaft Westpommern.

## Geographische Lage
Konarzewo (Kniephof) liegt in Hinterpommern, etwa neun Kilometer nordöstlich der Kleinstadt Nowogard (Naugard), 32 Kilometer nordöstlich der Kleinstadt Goleniów  und 52 Kilometer nordöstlich der regionalen Metropole Stettin.

## Geschichte

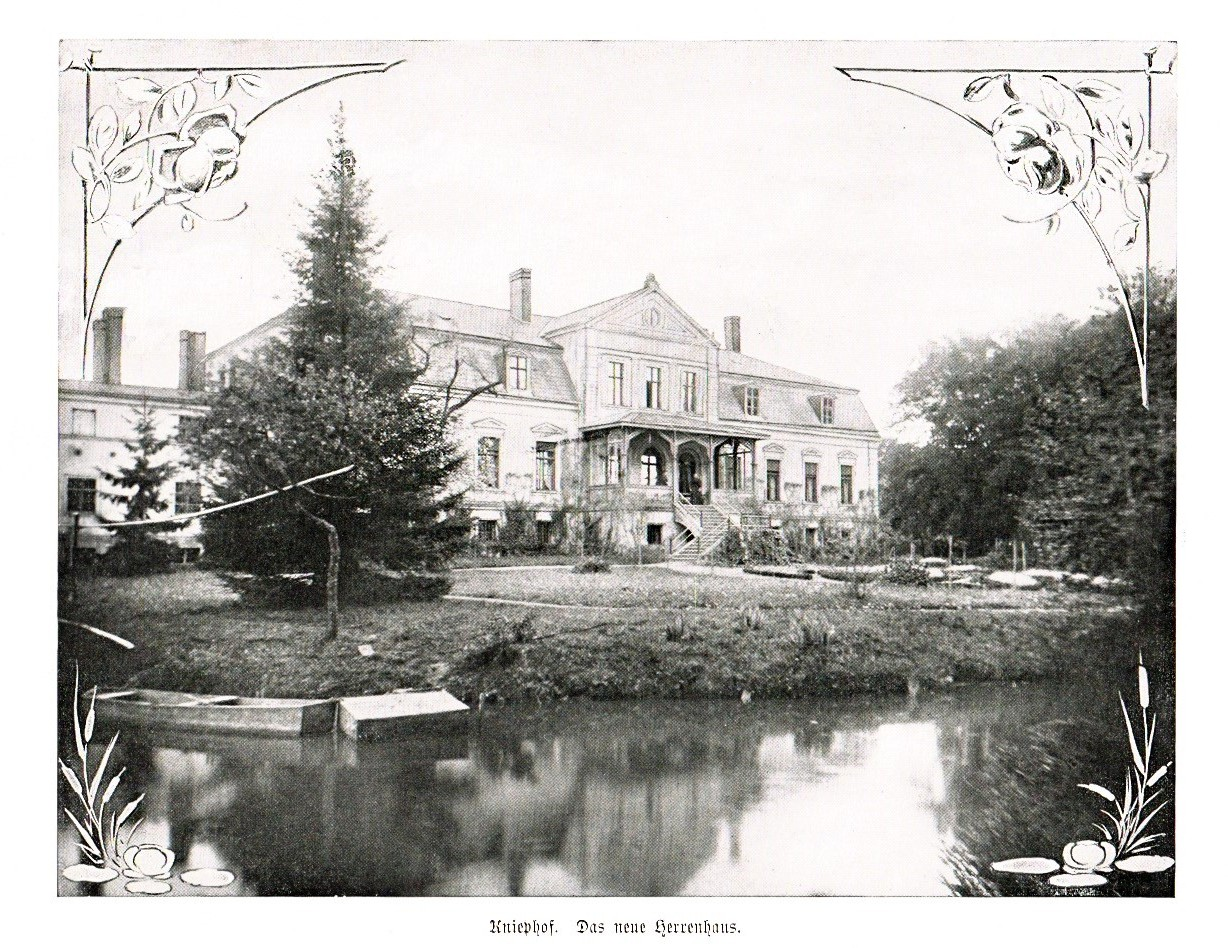
Kniephof vor 1915

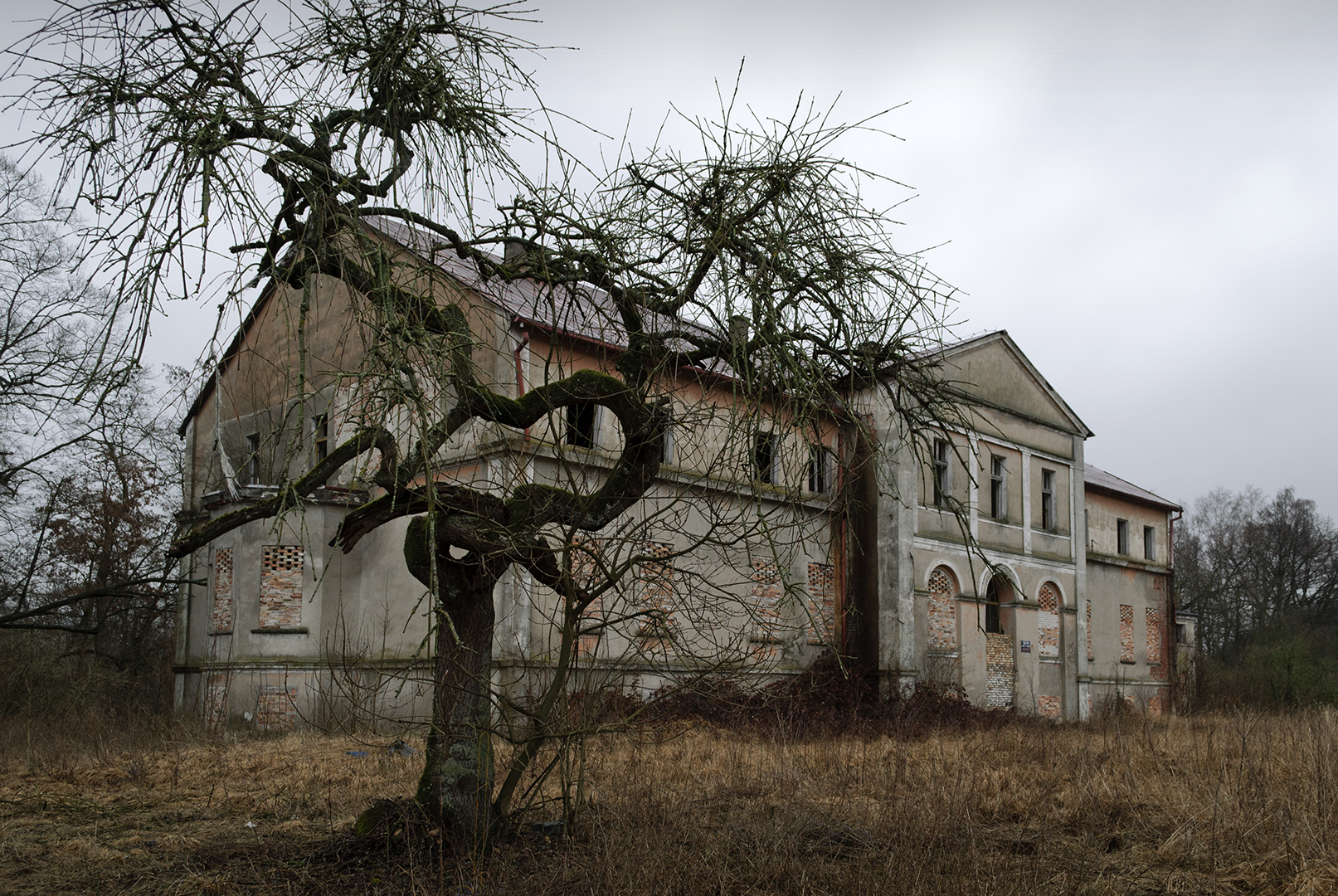
Unter Denkmalschutz stehende Ruine des Herrenhauses des ehemaligen Bismarckschen Ritterguts Kniephof (Aufnahme 2012)

Das Gut Kniephof war ursprünglich ein Rittersitz und Lehen der Familie  Dewitz, das später, zusammen mit Jarchlin und Külz, durch Kauf in den Besitz der Familie Bismarck überging. Käufer war der Oberst August Friedrich von Bismarck-Schönhausen. Um 1780 gehörten zu Kniephof ein Vorwerk mit Herrenhaus und insgesamt vier Haushalte.
Ab 1816 erlebte der spätere Reichskanzler Otto von Bismarck in Kniephof die ersten Jahre seiner Kindheit. Hier wurde 1827 Bismarcks geliebte Schwester Malwine von Bismarck geboren. Die Brüder Bernhard von Bismarck und Otto von Bismarck verwalteten die Güter Kniephof, Jarchlin und Külz zwischen 1839 und 1845 gemeinsam. 1845 kam Kniephof an Otto von Bismarck, der es, seit 1862 preußischer Ministerpräsident, 1868 an seinen Neffen Philipp von Bismarck verkaufte. Letzter Eigentümer von Kniephof war bis 1945 Klaus von Bismarck.
Bis 1945 gehörte das Rittergut Kniephof zur Landgemeinde Jarchlin im  Landkreis Naugard in der preußischen Provinz Pommern.
Gegen Ende des Zweiten Weltkriegs wurde die Region im Frühjahr 1945 von der Roten Armee besetzt und anschließend zusammen mit ganz Hinterpommern unter polnische Verwaltung gestellt. In Kniephof setzte nun die Zuwanderung polnischer Zivilisten ein. Der deutsche Ort Kniephof erhielt den polnischen Namen Konarzewo.
In den darauffolgenden Monaten wurden die Einwohner aus dem Ort vertrieben.

## Einwohnerzahlen
- 1816: 56[4]
- 1868: 153[5]

## Kirchspiel
Kniephof war in das Nachbardorf Jarchlin eingepfarrt, das zur Synode von Daber gehörte.